# Jean Asselmeyer
Jean Asselmeyer, né le 11 janvier 1944 à Mulhouse, est un réalisateur et scénariste de films documentaires et un militant engagé d'extrême gauche, il a évolué entre la France et l'Allemagne, où il a milité aux côtés de figures révolutionnaires comme Rudi Dutschke,.

## Biographie
Jean Asselmeyer évolue depuis 1967-68 entre la France et l'Allemagne de l'Ouest En 1967, il milite en RFA aux côtés de Rudi Dutschke dit « Rudy le rouge » au SDS, puis au Secours rouge allemand et est proche de la maison d'édition "anti-impérialiste" "TriKont" (Tricontinental). En 1973, il fonde un groupe révolutionnaire et dirige lui-même, dit-on, un stage d'entraînement à la guérilla. Il est l'agent de liaison entre les défenseur de Andreas Baader et les groupes révolutionnaires de Munich.
En 1976 il rentre en France où il crée la revue Combattants anti-impérialiste.  À cette époque, au milieu des années soixante-dix, il est l'un des principaux animateurs du "Comité international pour la défense des prisonniers politiques en Europe occidentale" (CIDPPEO) créé à Utrecht aux Pays-Bas en décembre 1974 à l'initiative d'un collectif international d'avocats dont maître Klaus Croissant. Il organise donc en France toute la campagne de soutien et de défense des prisonniers de l'Allemagne de l'Ouest et il écrit des articles dans la presse sous divers pseudonymes,.
En tant que cinéaste, Jean Asselmeyer a participe à la réalisation en 1975 De qui dépend que l'oppression demeure ? de Pierre-André Boutang et Fred Mohr, un film sur la lutte armée en Allemagne diffusé sur TF1. Il a également travaillé avec des réalisateurs allemands influents comme Rainer Werner Fassbinder et Volker Schlöndorff. Plus tard, il a fondé Ondes sans Frontières, la première télévision associative autorisée à émettre en France.
Son parcours est marqué par un engagement politique fort, notamment en soutien aux prisonniers de la Fraction armée rouge, et sera inculpé en 1984 pour "association de malfaiteurs" et condamné à sept ans de prison en 1988, pour l'aide matérielle apportée à Action directe. Du 15 septembre au 23 octobre 1985, il observe une grève de la faim par solidarité avec des détenus en Allemagne de l'Ouest,.
Sa carrière cinématographique se poursuit avec des documentaires sur l'Algérie, dont Regards d'en face - Alger (2003), André Ravéreau et l'Algérie (2019), Ils ont rejoint Le Front (2012), Ils ont choisi l'Algérie (2007), Deux Vies pour l'Algérie et Tous les damnés de la Terre (2025).
Il a également réalisé des sujets pour Arte et TV5, abordant des thèmes culturels et politiques.

## Filmographie

### Réalisateur et scénariste
- 2003 : Regards d'en face - Alger
- 2007 : Ils ont choisi l'Algérie
- 2012 : Ils ont rejoint le front
- 2019 : André Ravéreau et l'Algérie
- 2025 : Deux vies pour l'Algérie et tous les damnés de la Terre coréalisé avec Sandrine Malika Charlemagne